# The Boondock Saints - Giustizia finale
(Preghiera recitata dai due fratelli Connor e Murphy McManus)
The Boondock Saints - Giustizia finale (The Boondock Saints) è un film del 1999 diretto da Troy Duffy.
Film indipendente distribuito in Italia dalla Medusa. Nel 2009 è uscito il sequel intitolato The Boondock Saints 2 - Il giorno di Ognissanti.

## Trama
Connor e Murphy sono due fratelli di origini irlandesi di Boston. In grado di parlare sei lingue (russo, spagnolo, francese, tedesco e italiano oltre all'inglese) perché, così dicevano loro, «Eravamo attenti a scuola», un giorno i due vengono costretti a partecipare ad una rissa da bar da due mafiosi russi; decidono, quindi, di trasformarsi in giustizieri dediti a far piazza pulita di tutti i balordi della città, specialmente per contrastare quelli che riescono a farla perennemente franca perché molto potenti come i capi delle cosche mafiose.
A loro si unisce Rocco, detto "Il Simpaticone", un corriere della mafia italiana di Boston, il quale, dopo quattordici anni di servizio, viene gettato dai suoi superiori in pasto ai russi e che, una volta salvato dai due fratelli, si vendica facendo loro da informatore. Grazie alle preziose informazioni di Rocco, i due fratelli riusciranno a raggiungere il loro intento ed a ritrovare il loro padre, che si unirà a loro nella lotta contro il male e la corruzione.
L'opinione pubblica li sostiene, tanto da farli diventare ben presto degli eroi giustizieri, dei santi appunto, grazie anche all'appoggio del detective dell'FBI Smecker che, inizialmente sulle loro tracce, finirà per sposare la loro causa e aiutarli.